# Хайруллин, Галиулла
Галиулла Хайруллин (2 мая 1909 год, с. Чалпы, Бугульминский уезд, Самарская губерния — 2 мая 2004 год, Караганда, Казахстан) — шахтёр, передовик производства, проходчик шахты № 64 треста «Молотовуголь» комбината «Карагандауголь» Министерства угольной промышленности восточных районов СССР, Карагандинская область, Казахская ССР. Герой Социалистического Труда (1948). Почётный шахтёр (1948). Полный кавалер Знака «Шахтёрская слава».

## Биография
Родился 2 мая 1909 года в крестьянской семье в селе Чалпы (ныне — Азнакаевский район, Татарстан).
В раннем возрасте осиротел. В 14 лет самостоятельно переехал в Донбасс. С 1924 года начал свою трудовую деятельность разнорабочим на шахте в посёлке Сорокино.
В ноябре 1931 года переехал в Караганду, где стал работать на шахтах № 2, 3 и 18. В годы Великой Отечественной войны работал на шахте № 20. После войны был назначен бригадиром проходчиков на шахте № 64.
Применял во время проходки многозабойный метод, в результате чего увеличилась производительность труда. Планы 4-й пятилетки (1946—1950) выполнил за 2,5 года. В 1948 году выполнил десять годовых норм. В 1948 году удостоен звания Героя Социалистического Труда «за выдающиеся успехи в увеличении добычи угля и внедрении передовых методов организации труда, обеспечении значительного роста производительности труда».
Избирался делегатом XX съезда КПСС.
В 1961 году вышел на пенсию.
Скончался в 2004 году.
Награды
- Герой Социалистического Труда — указом Президиума Верховного Совета СССР 28 августа 1948 года
- Орден Ленина — дважды
- Медаль «За доблестный труд в Великой Отечественной войне 1941—1945 гг.»
- Почётная Грамота Президиума Верховного Совета Казахской ССР